# Luigia Mandolini
Luigia Mandolini (Montemarciano, 1866 - Rieti, 1939) fue una maestra y sufragista italiana.
Conocida por ser precursora por la lucha por la extensión del voto a las mujeres a inicios del siglo XX.

## Trayectoria
En 1906, con la ayuda de su esposo, logró inscribirse en las listas electorales del Reino de Italia en los municipios de Montemarciano y Senigallia junto con otras nueve docentes progresistas.
En principio la solicitud de inscripción fue aceptada por la comisión electoral de Ancona, pero enseguida el fiscal del Rey apeló la decisión, el expediente llegó al Tribunal de Apelaciones de Ancona, organismo que finalmente dictó una sentencia rechazando la apelación confirmando el registro de las listas electorales.